# 石墨炔

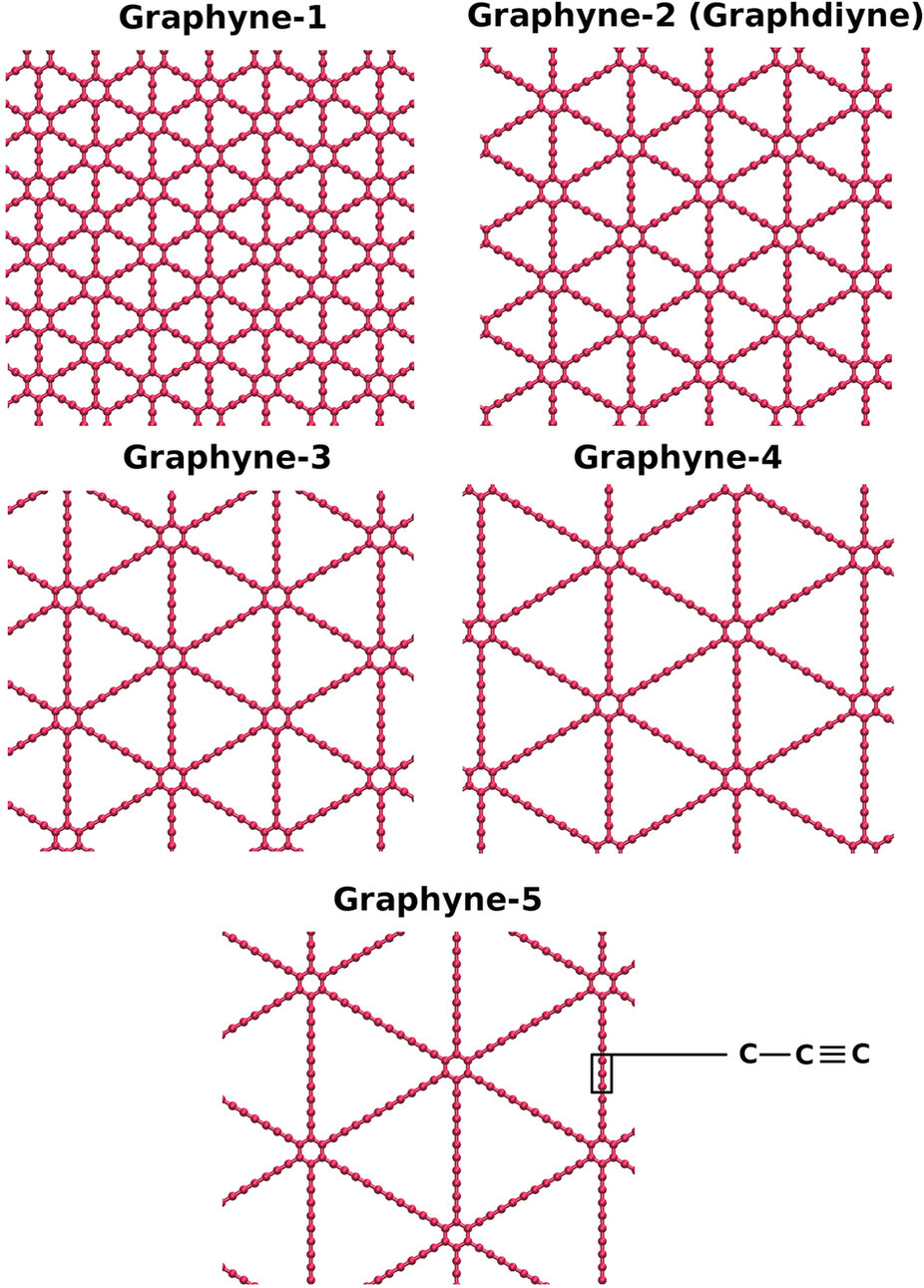
石墨炔-n 的多种变体，其中 n 指代在两个相邻的六边形环之间的碳碳三键数量。石墨炔特指graphyne-1，而石墨二炔特指graphyne-2。

石墨炔（Graphyne）是碳的同素异形体。它是由单原子厚的，sp杂化和sp2杂化的碳原子构成的晶体。它可以看成用碳碳三键连接而成的苯。根据键的种类，石墨炔中的碳可以看作是混合的spn杂化，1<n<2。因此它与石墨（sp2）和钻石（sp3）均有所不同。
石墨炔在1960年代就已被推测存在，并且在富勒烯被发现后获得了相当的关注。 
尽管当时并未合成，但石墨炔和它的氮化硼同构体的周期性结构在借助声子色散曲线、从头计算法计算的有限温度和量子分子动力学模拟的第一性原理的计算下被证明是稳定的。

## 结构
目前石墨炔尚未有足以进行研究的制备产出，但科学家在推测的晶格结构之上通过计算机建模预言了这种化合物的诸多性质。这种可能的结构是在把石墨烯晶格中的碳碳单键替换成三键后得到的。理论上石墨炔可能存在数种不同的几何结构，这种不同来源于碳原子的sp杂化和sp2杂化的不同排列。推测的几何结构包括六方晶系和立方晶系。有人认为石墨炔中可能存在的方向相关的狄拉克锥使它在一些方面较石墨烯更有应用前景。在多种理论推导出的结构中立方晶系的6,6,12-石墨炔似乎有着最好的应用前景。 

## 性质
石墨炔的模型表明在碳碳双键和三键上可能有狄拉克锥存在。狄拉克锥会使得费米能级中存在一个导带和价带线性相交的点。这种性质的优点是电子在其中会表现得没有质量，结果使电子能量与动量成正比。与石墨烯一样六方晶系的石墨炔有着各向同性的电磁属性。但是由于立方晶系6,6,12-石墨炔的对称性，它的电磁属性会在各个方向有所不同。这种独特的对称属性使得石墨炔可以自掺杂，使它拥有两个分别在费米能级上下，距离不远的狄拉克锥。在面内施加外应变可以调节6,6,12-石墨炔的这种自掺杂特性。新近合成的石墨炔样品的熔点在250至300°C，与氧反应，在热，光下分解均不活跃。 

## 潜在应用
6,6,12-石墨炔的方向选择性使纳米尺度的电子光栅成为可能。它还可能会为更快的晶体管和纳米尺度电子元件带来巨大的进展。 

## 石墨二炔
现有报道中石墨二炔的制备是在铜表面上得到的1mm厚的薄层。石墨二炔可能会有一种纳米尺度的三角形网状结构和规则分布的孔，从而构成纳米多孔膜。这些毛孔的尺寸和氦原子范德华半径相近，因此石墨二炔可能会成为适合氦化学和同位素分离的二维材料。石墨二炔膜作为二维筛应用于水过滤和净化技术的可能性亦被提出。 .